# Synaptula lamperti
Synaptula lamperti es una especie de pepino de mar u holoturia en la familia Synaptidae en el phylum Echinodermata (invertebrados marinos que incluyen, además de los pepinos de mar, a los erizos y estrellas de mar), que habita en los arrecifes coralinos de los océanos Pacífico e Índico.

## Aspecto físico
S. Lamperti posee un cuerpo tubular alargado, con varias rayas longitudinales de color oscuro (entre el café y el negro). A diferencia de otras especies de pepinos de mar, carece de las típicas patas tubulares en cuerpo, sin embargo, unas pocas de ellas aparecen modificadas, formando una suerte de mechón de tentáculos que se encuentran en movimiento continuo y que son empleados por el animal en el proceso de la alimentación. El sistema esquelético se compone de pequeñas placas calcáreas que están incrustados en la cutícula (exoesqueleto).

## Distribución geográfica
S. Lamperti se encuentra en las costas de Indonesia , Papúa Nueva Guinea , Micronesia y las Filipinas.

## Etología
S. Lamperti, como ya se ha indicado, es muy común en los arrecifes de coral de los océanos Pácífico e Índico, encontrándose tanto en las áreas expuestas a las mareas y oleaje, como en las internas. Es un detrívoro que alimenta específicamente de esponjas de la especie Ianthella basta. Pareciera que necesita los nutrientes proporcionados por esta esponja particular, sobre todo en el proceso de crecimiento. Se alimenta solamente en horarios vespertinos y nocturnos, y el proceso digestivo es sumamente rápido (menos de una hora).

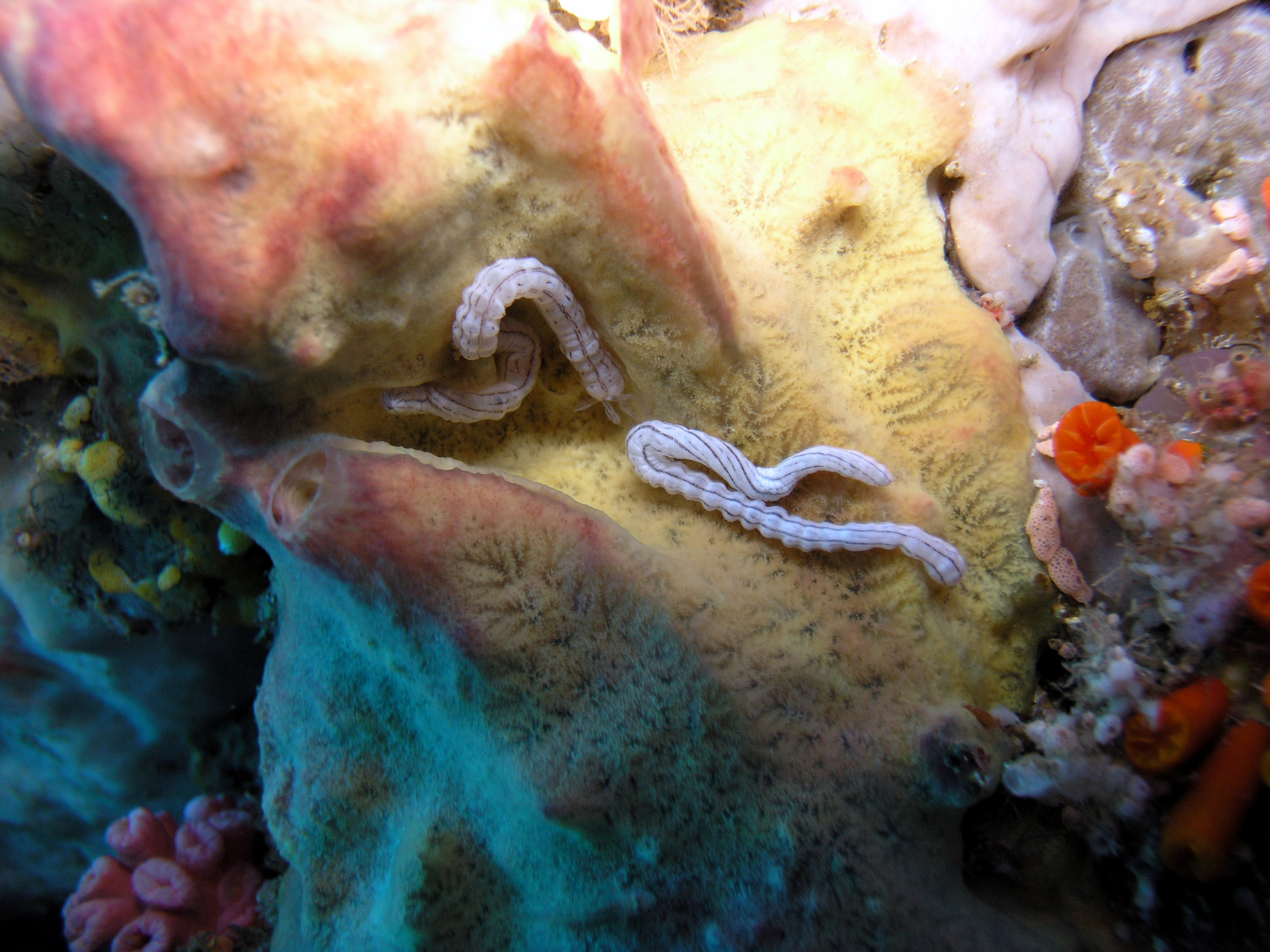
Synaptula lamperti

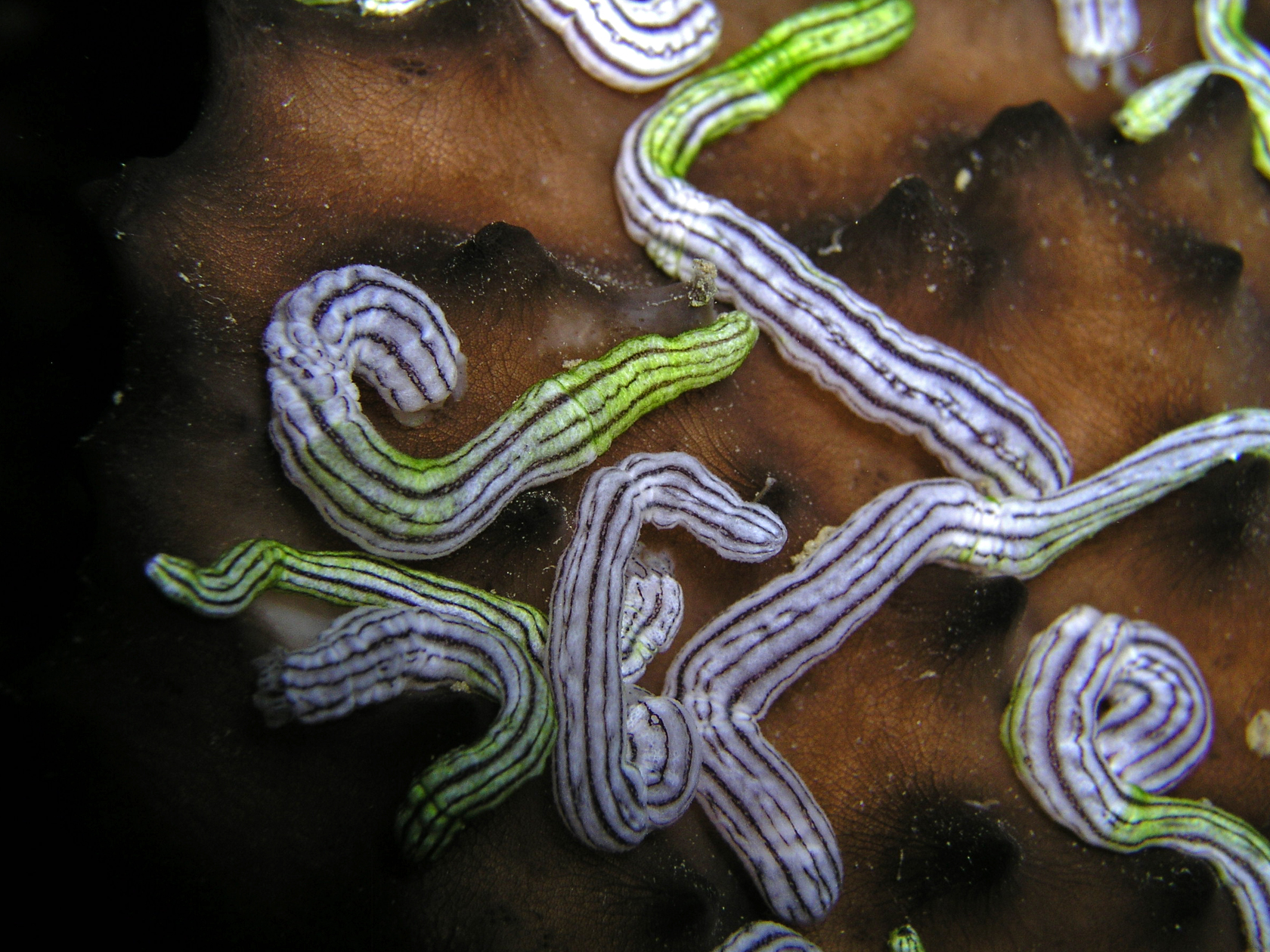
Synaptula lamperti

Los individuos de S. Lamperti son hermafroditas. La especie se encuentra estrechamente relacionada Synaptula hydriformis. Si S. Lamperti se daña, perdiendo una parte substancial de su cuerpo, ambas porciones del mismo pueden regenerarse en nuevos individuos.
- Datos: Q2653416
- Multimedia: Synaptula lamperti / Q2653416